# 카마로네스
카마로네스(스페인어: Camarones)는 칠레 아리카 이 파리나코타 주 아리카 현에 위치한 도시이자 코무나로 면적은 3,927.0km2, 높이는 932m, 인구는 606명(2012년 기준)이다.